# Olivträd

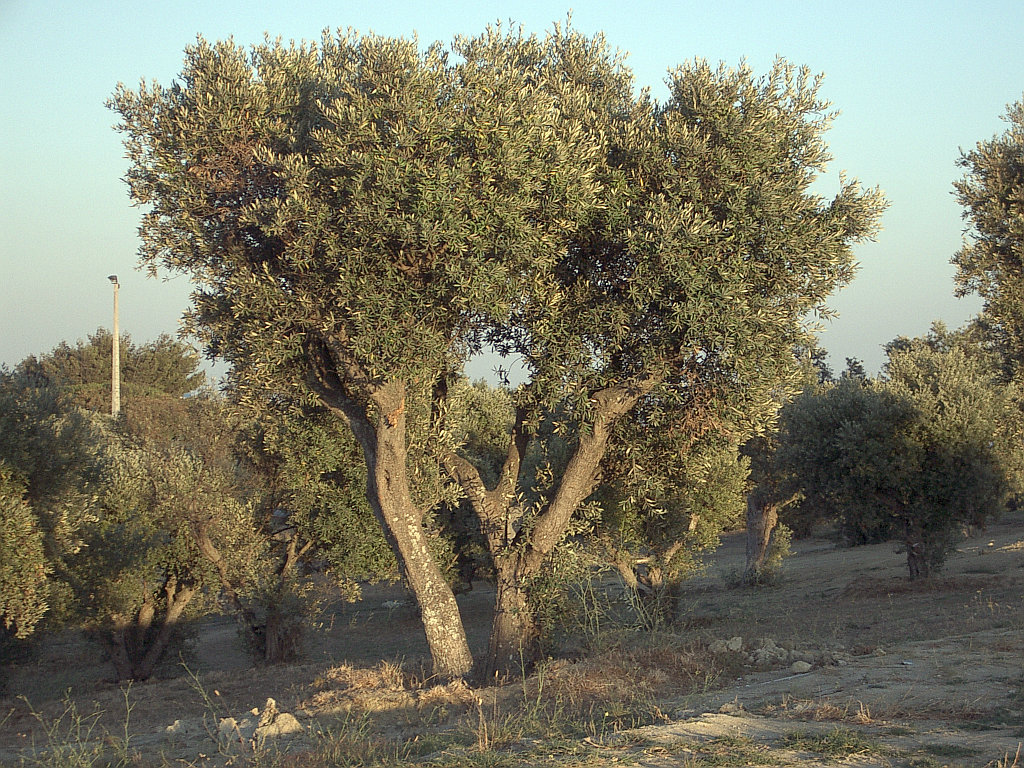
Olivträd

Olivträd eller oliv (Olea europaea) är ett träd vars frukter är oliver, som bland annat används för att framställa olivolja. Själva ordet olja (grekiska elaion) är för övrigt en avledning till oliv (grekiska elaiá).
Blommorna som sitter i bladvecken är små, vita och väldoftande. De saknar nektar, och lockar alltså inte insekter som pollinerare. Pollineringen sker i stället med vindens hjälp.
Inte förrän det nyplanterade trädet blivit 5 år gammalt börjar det bära frukt. Ett 20-årigt träd kan ge upp till 100 kg oliver per år, när det är som bäst. Trädet kan bli bortåt 1500 år gammalt. Världens äldsta olivträd är 3000 år gammalt och finns på Kreta.
Olivträd är en förmögenhetstillgång. Exempelvis på Cypern förekommer det att olivträden har en ägare – i en olivlund kan det vara flera ägare till individuella träd – och marken träden växer på en annan ägare. Vid tomtköp räcker det alltså inte att köpa bara marken, utan varje individuellt olivträd, som står på tomten, måste köpas av dess individuella ägare[källa behövs].
I antikens Grekland var olivträden heliga och man fick varken hugga ner eller bränna dem.
Olivträ har en gulrödbrun färg och är ådrat i ett oregelbundet mönster som gör träslaget eftertraktat för finsnickeri. Det används ofta till svarvning av diverse konstföremål.

## Bladen
Olivblad innehåller alla de ämnen som olivfrukten och därmed oljan gör men ännu fler molekyler och med högre koncentration. Olivextrakt har höga halter men lägre biotillgänglighet än infusion ex. Olife som  innehåller 415 mg Hydroytyrosol per liter. Övriga ämnen är bland annat tyrosol, rutin, elenolsyra och oleuropein. Alla med antioxidant effekt i kroppen. De höjer kroppens nivå av glutation som har avgiftade effekt och kallas kung av antioxidanter. Vidare har olivblad antibakteriell effekt, är blodfetts- och blodtrycksänkande, blodsockerreglerande, innehåller antihistamin med mera.

## Olivträdet i kulturen
Första Mosebok berättar om hur syndafloden är länkat med olivträd, där Noa sänder ut en duva till den översvämmade jorden. Duvan återvänder med ett olivblad i näbben och det blev en fredssymbol i fredsduvan.
Konstnären Vincent van Gogh målade en hel serie av oljemålningar med olivträd som motiv (Olivträd, 1889). I heraldik används en olivkvist för att beteckna fred.